# Lewis County, Washington
Lewis County är ett administrativt område i delstaten Washington, USA, med 75 455 invånare. Den administrativa huvudorten (county seat) är Chehalis.
Del av Mount Rainier nationalpark ligger i countyt.

## Geografi
Enligt United States Census Bureau har countyt en total area på 6 310 km². 6 236 km² av den arean är land och 74 km² är vatten.

### Angränsande countyn
- Grays Harbor County, Washington - nord/nordväst
- Thurston County, Washington - nord
- Pierce County, Washington - nord/nordöst
- Yakima County, Washington - öst
- Skamania County, Washington - syd/sydöst
- Cowlitz County, Washington - syd
- Wahkiakum County, Washington - syd/sydväst
- Pacific County, Washington - väst

### Orter
- Centralia
- Chehalis (huvudort)
- Fords Prairie
- Mineral
- Morton
- Mossyrock
- Napavine
- Onalaska
- Packwood
- Pe Ell
- Toledo
- Vader
- Winlock